# Ersingen (Erbach)

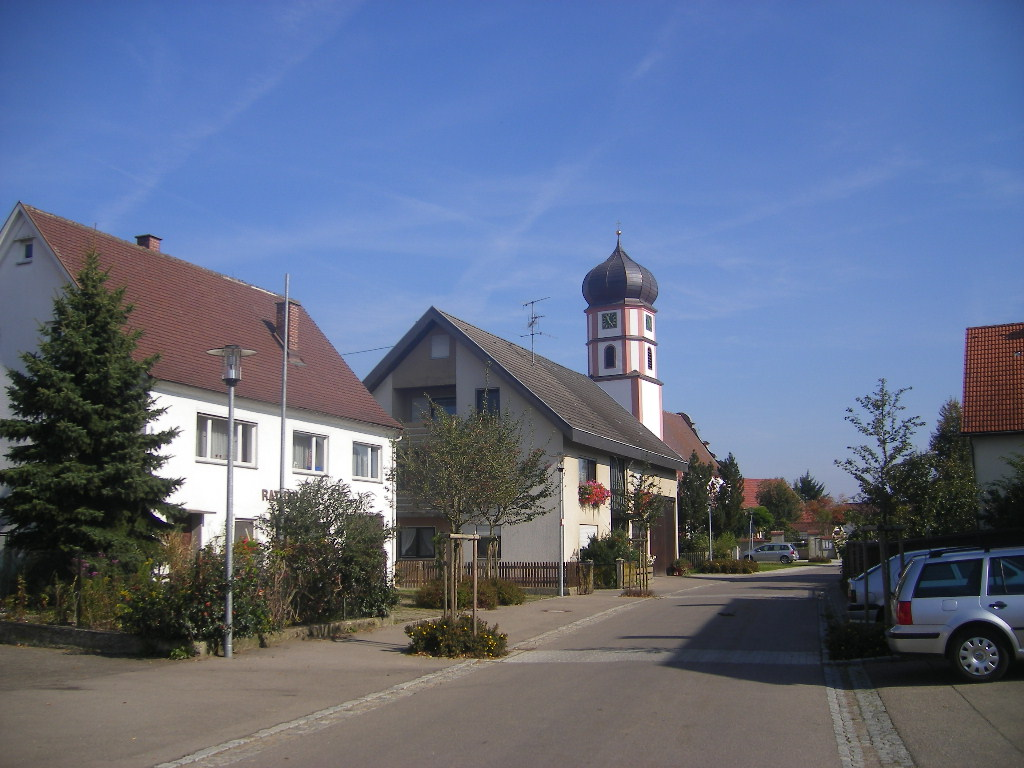
Ortsmitte von Ersingen

Ersingen ist ein Stadtteil von Erbach, der am 1. Juli 1974 eingemeindet wurde. Das Dorf hat um die 1200 Einwohner. Ortsvorsteherin ist derzeit Irene Paal.

## Geschichte
Erstmals urkundlich erwähnt wurde Ersingen in einer Urkunde des Klosters Wiblingen aus dem Jahr 1194, die Endung -ingen deutet jedoch auf eine wesentlich ältere Siedlung der Alemannen hin. Anfang des 15. Jahrhunderts wurde die Ortschaft von den Herren von Landau verwaltet, denen 1402 der Kaiser die Aufrichtung der Hochgerichtszeichen erlaubte. 1406 kam Ersingen in den Besitz der Ulmer Sammlungsschwestern.
Nachdem sich die Habsburger aus dieser Region zurückziehen mussten und die Franzosen Württemberg besetzten kam Ersingen 1808 an Bayern. Durch den Grenzvertrag zwischen Bayern und Württemberg kam es 1810 an das Königreich Württemberg, wo es dem Oberamt Ehingen unterstellt wurde. 1938 kam die Ortschaft zum Landkreis Ehingen. Dieser ging 1973 zum Großteil im neugebildeten Alb-Donau-Kreis auf. Ein Jahr später wurde der Eingemeindungsvertrag mit der Gemeinde Erbach unterzeichnet.

## Bevölkerungsentwicklung
Es handelt sich um Einwohnerzahlen nach dem jeweiligen Gebietsstand bis 1970 und ohne die heute zugehörigen Ortsteile. Die Zahlen sind Volkszählungsergebnisse oder amtliche Fortschreibungen mit Archivierungen des LEO-BW Online-Informationssystems für Baden-Württemberg.
| Jahr      | 1852 | 1871 | 1880 | 1890 | 1900 | 1910 | 1925 | 1933 | 1939 | 1950 | 1956 | 1961 | 1970 |
| Einwohner | 381  | 352  | 389  | 384  | 390  | 402  | 410  | 399  | 375  | 444  | 468  | 493  | 660  |

## Kultur und Sehenswürdigkeiten
- Das Ortsbild wird durch die 1766 erbaute evangelische Franziskuskirche geprägt.
- Durch das Dorf führt der Oberschwäbische Jakobsweg von Ulm nach Konstanz.

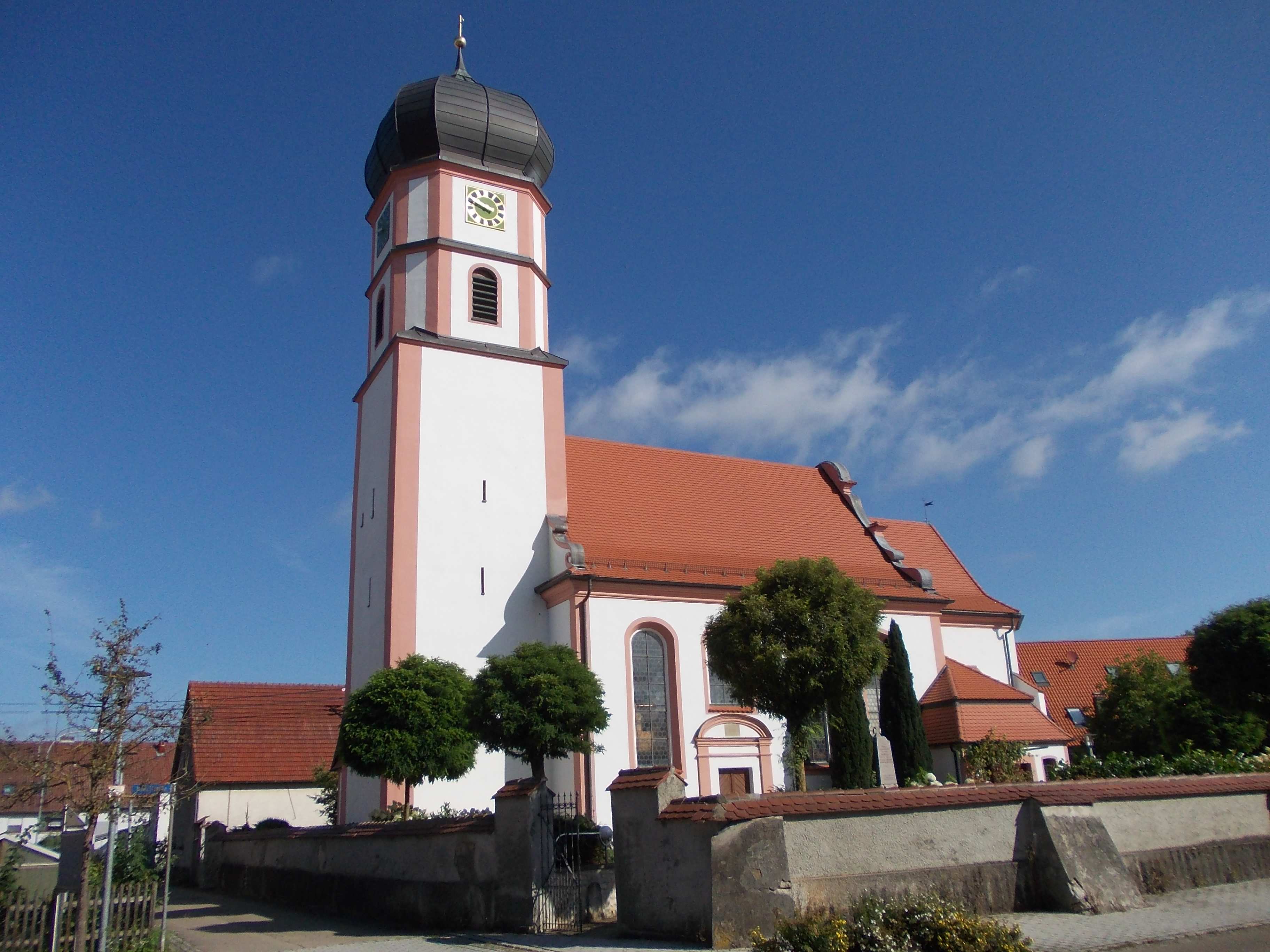
Evangelische Franziskuskirche
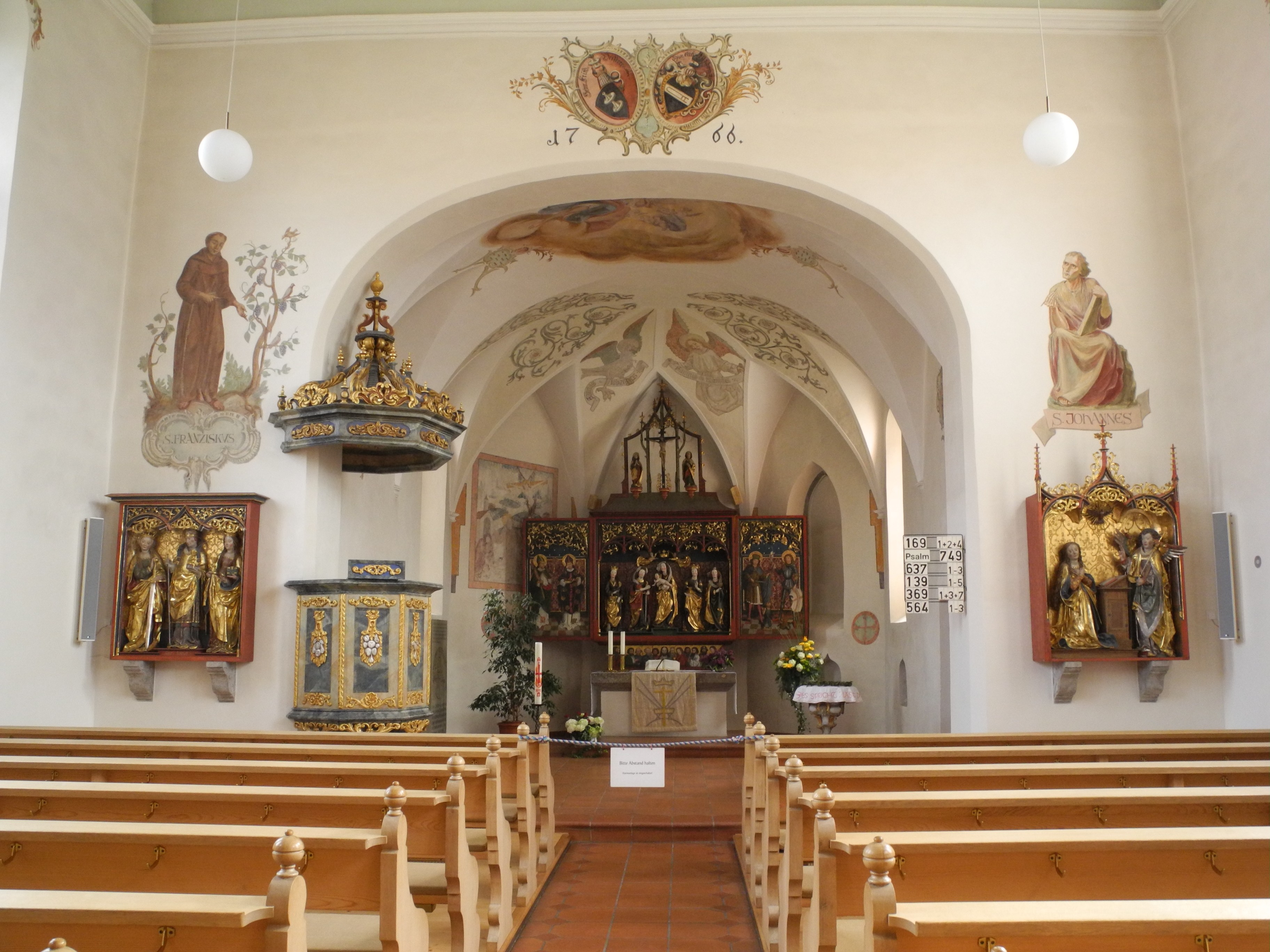
Blick auf den Altar
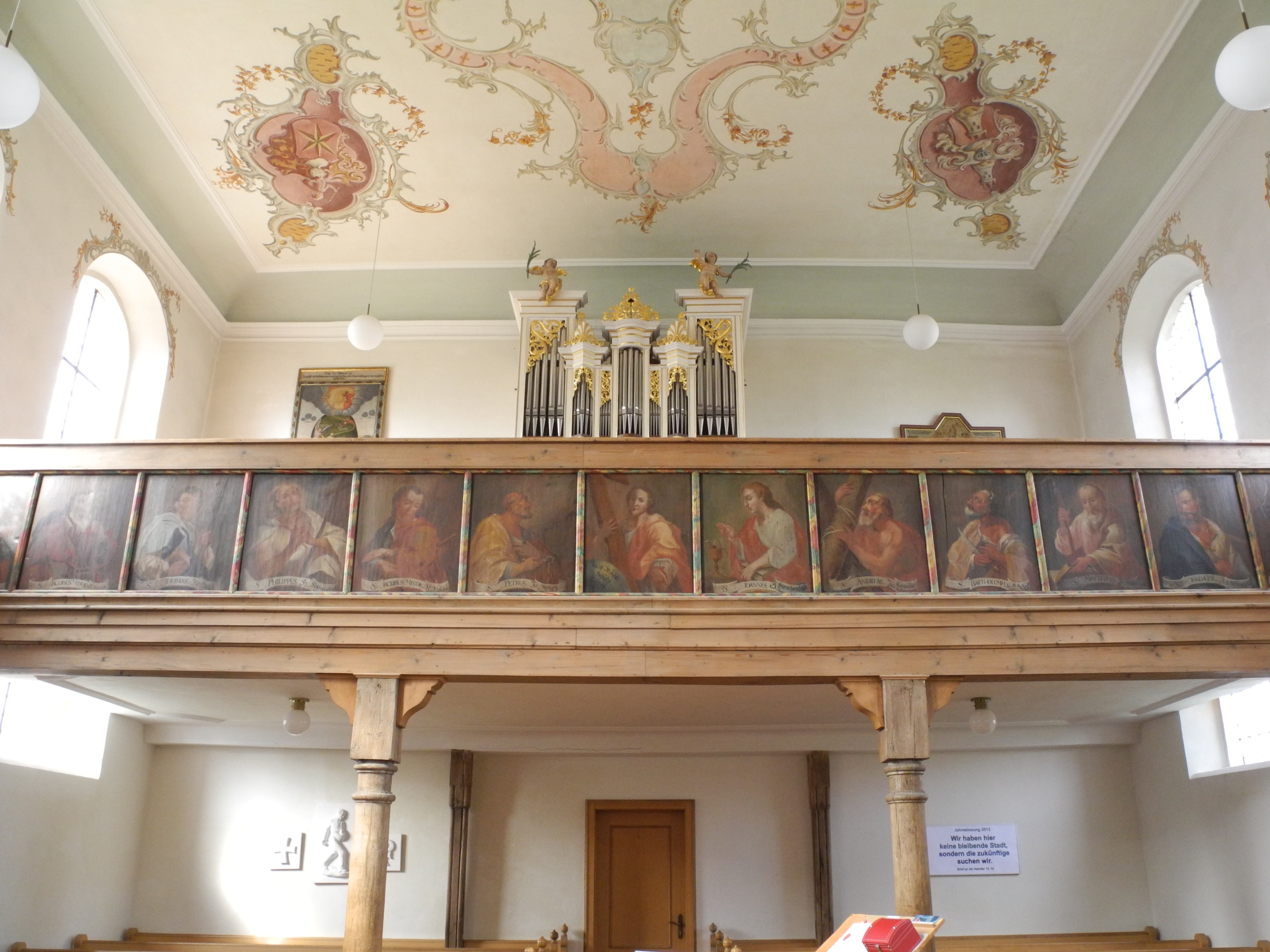
Empore mit Orgel
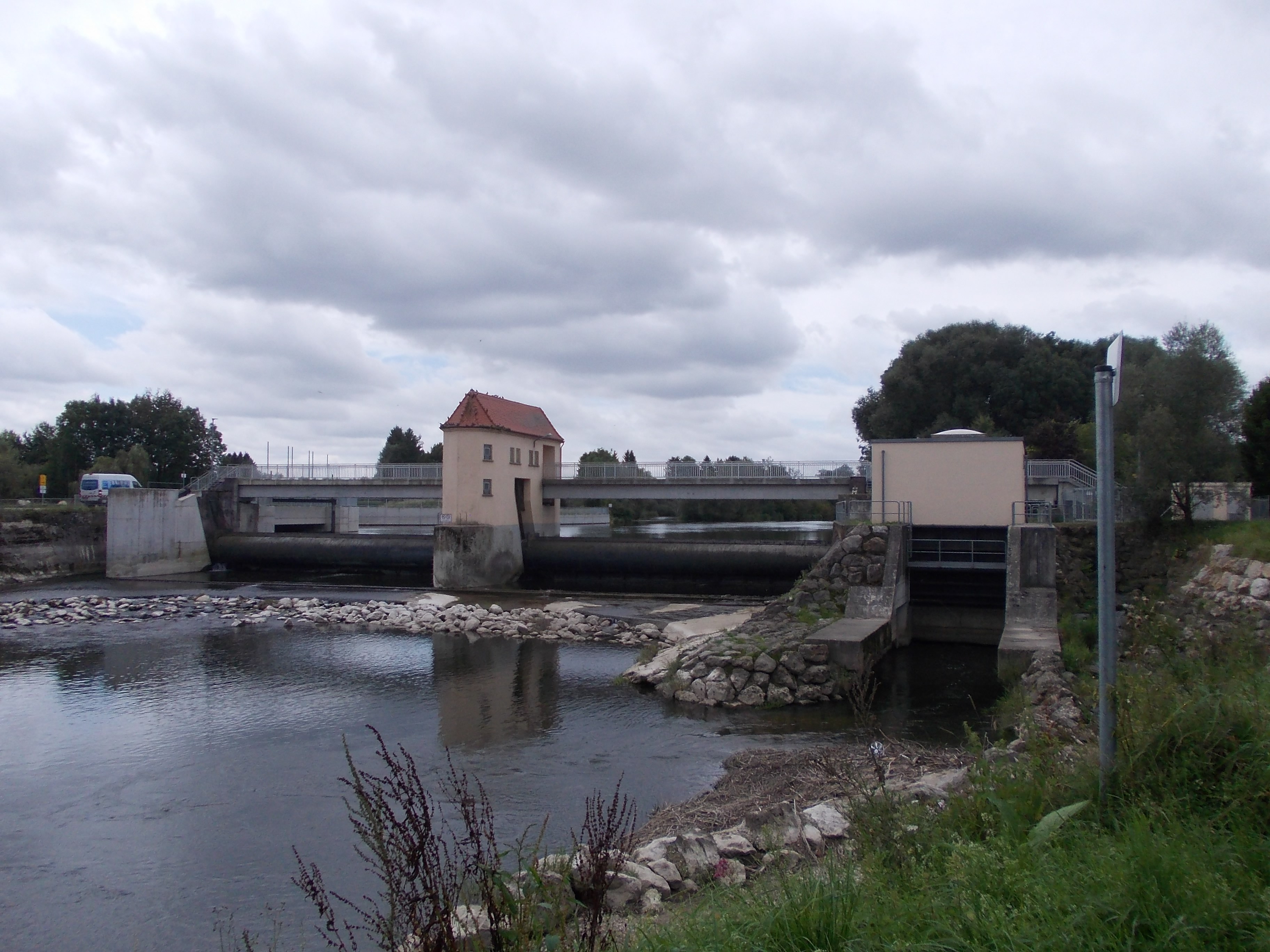
Wehr in Ersingen
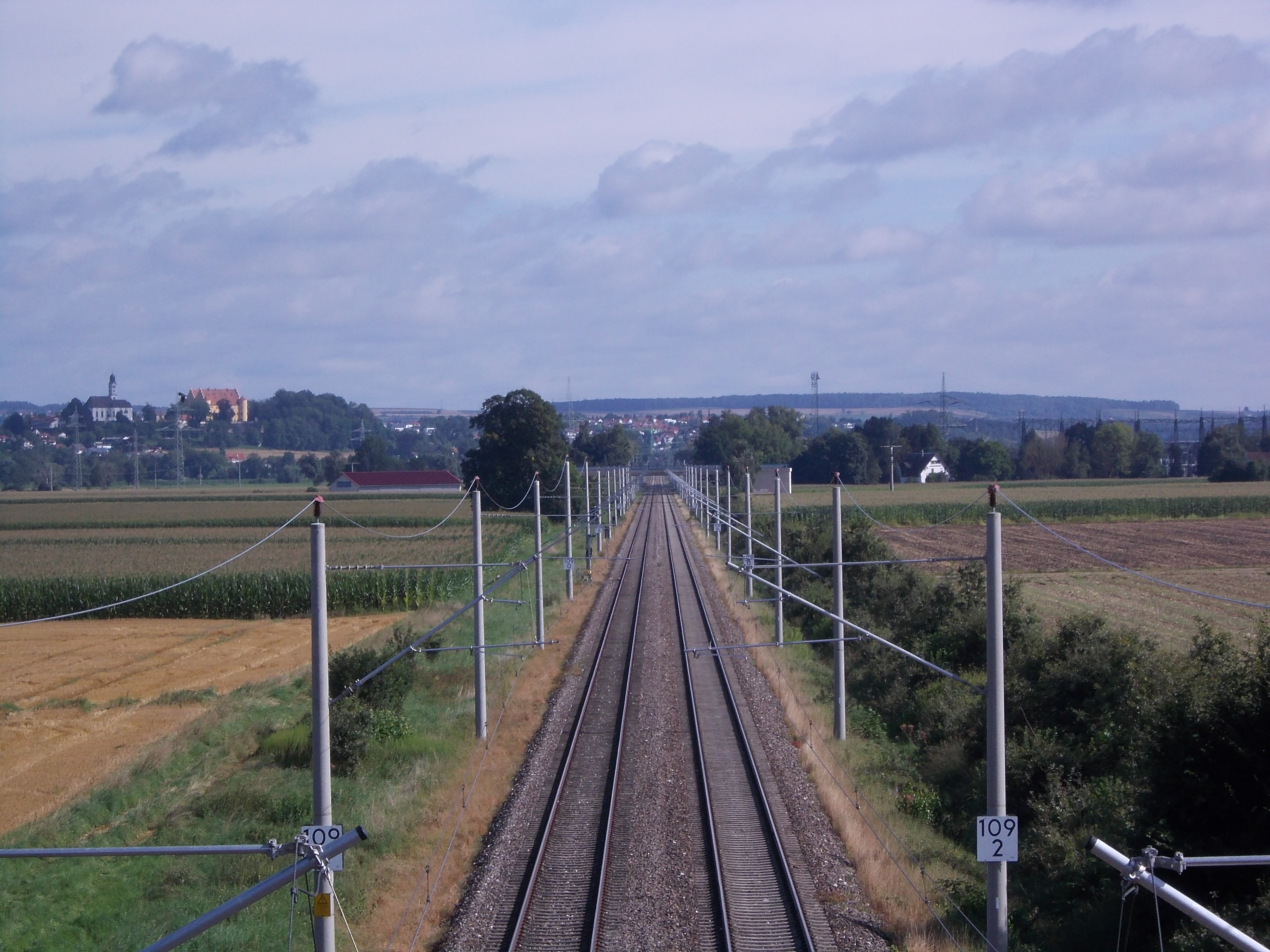
Bahnstrecke Südbahn bei Ersingen
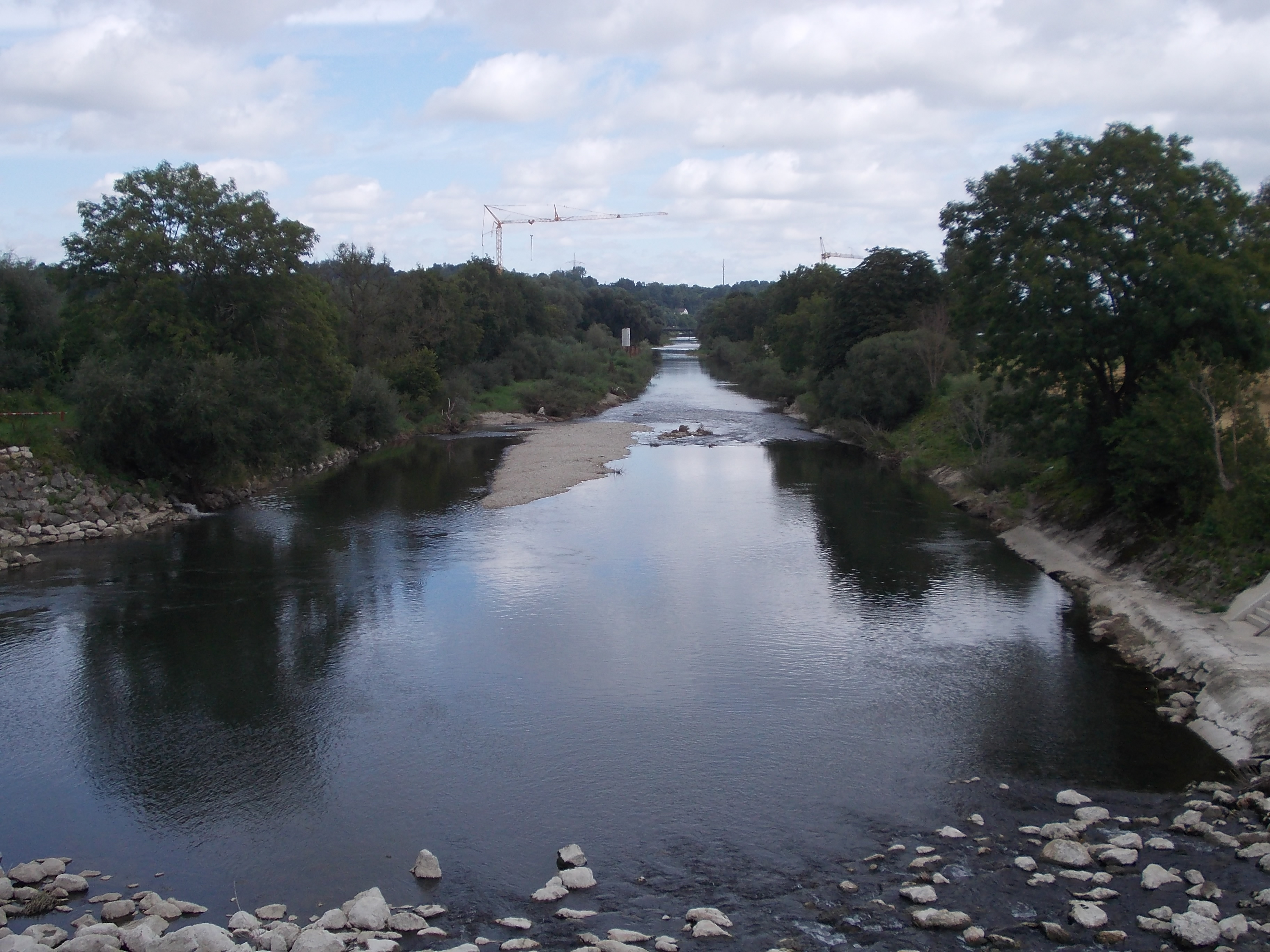
Die Donau bei Ersingen

## Bildung
- Der Kindergarten „Kleines Samenkorn“ betreut Kinder ab 2 Jahre bis zum Schuleintritt.
- Im Dorf befindet sich eine Grundschule in der Kinder in den Klassen 1 bis 4 unterrichtet werden.

## Sport- und Kulturvereine
- Franziskuschor Ersingen

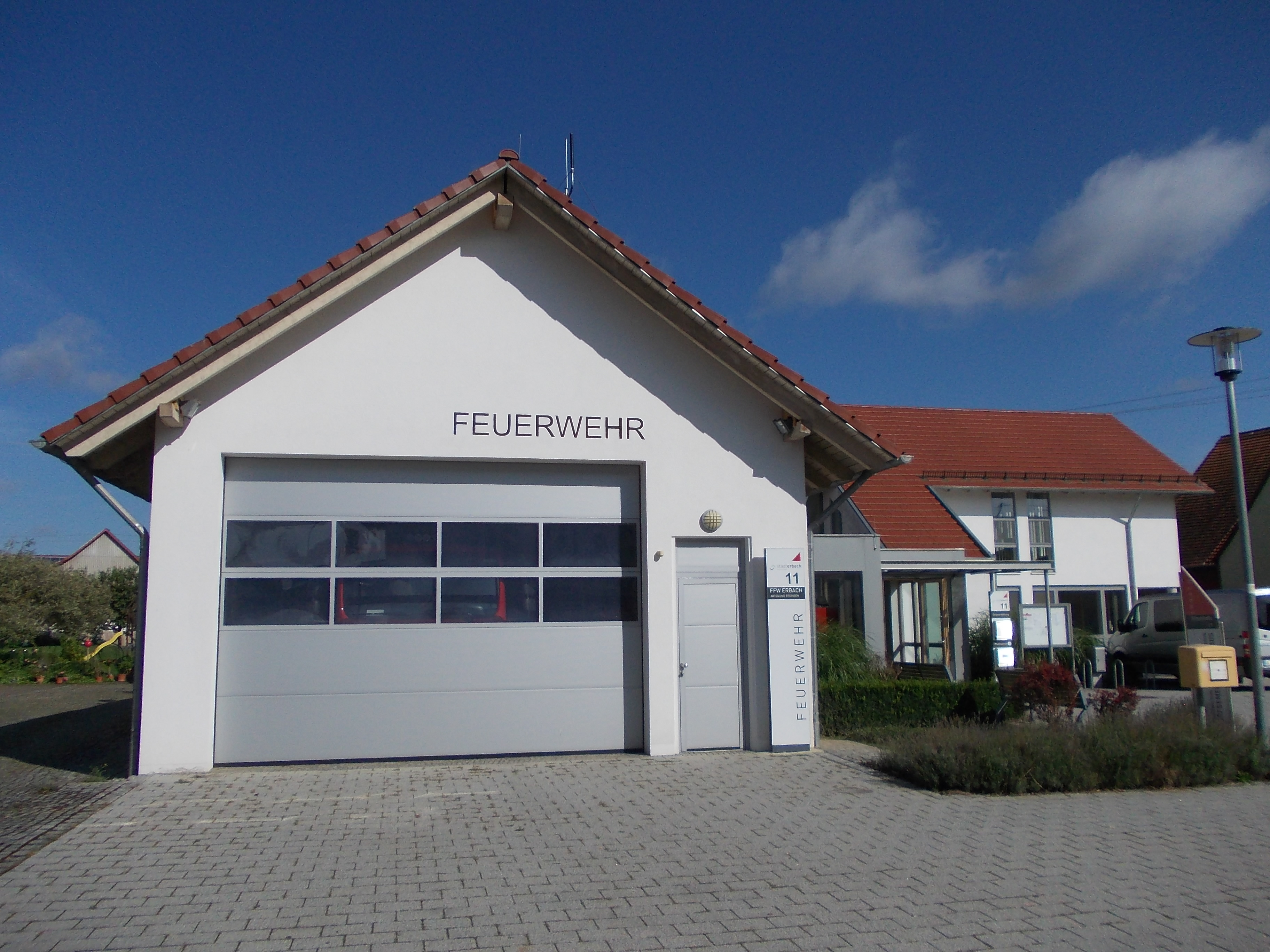
Feuerwehr Ersingen

- Förderverein Feuerwehr Ersingen Roter Hai e. V.
- Förderverein des MV Ersingen
- Gipfelstürmer Ersingen
- Landfrauen Ortsverband Ersingen
- Musikverein Ersingen
- Narrenzunft Wassergeister Ersingen e. V.
- Narrenzunft Rauhried Weibla Ersingen
- Sportgemeinschaft Ersingen
- Kulturkreis Ersingen